# 571 km (Kazachstan)
571 km (kaz. 571 км; ros. 571 км) – przystanek kolejowy w pobliżu miejscowości Aktasty, w rejonie Arszały, w obwodzie akmolskim, w Kazachstanie. Położony jest na linii Astana – Szu, na trasie Nowego Jedwabnego Szlaku.